# 51 Aquarii

51 Aquarii, som är stjärnans Flamsteed-beteckning, är en dubbelstjärna belägen i den norra delen av stjärnbilden Vattumannen. Den har en kombinerad skenbar magnitud på 5,78  och är svagt synlig för blotta ögat där ljusföroreningar ej förekommer. Baserat på parallaxmätning inom Hipparcosuppdraget på ca 8,0 mas, beräknas den befinna sig på ett avstånd på ca 410 ljusår (ca 124 parsek) från solen. Den rör sig bort från solen med en heliocentrisk radialhastighet på ca 6 km/s.

## Egenskaper
Primärstjärnan 51 Aquarii A är en gul till vit stjärna i huvudserien av spektralklass A0 V. Den har en massa som är ca 2,8 gånger större än solens massa, en radie som är ca 2,7 gånger större än solens och utsänder från dess fotosfär ca 88 gånger mera energi än solen vid en effektiv temperatur av ca 10 300 K.
Stjärnparet kretsar runt varandra med en omloppsperiod av 145 år och en stor excentricitet på 0,7. Följeslagaren är en stjärna i huvudserien av spektraltyp A0 och skenbar magnitud 6,63.